# Kiyohide Shima
Pour les articles homonymes, voir Shima.
Kiyohide Shima (志摩 清英, Shima Kiyohide), né le 25 février 1890 et mort le 7 novembre 1973 était un amiral de la Marine impériale japonaise pendant la Seconde Guerre mondiale. Il a eu sous son commandement la 5e flotte japonaise et a participé à ce titre à la bataille du détroit de Surigao.

## Carrière

### Avant la guerre du Pacifique
Admis à l'Académie navale impériale du Japon en 1911, dans la 39e promotion, il en sort classé 21e sur 148 élèves. Il embarque comme midship (Shōi Kōhosei), sur le croiseur cuirassé Aso (ex-russe Bayan), sur le croiseur protégé Hashidate et sur le cuirassé pré-Dreadnought Aki . Comme enseigne de vaisseau (Shōi et Chūi) de 1912 à 1917, il embarque sur le cuirassé pré-Dreadnought Iwami (ex-russe Orel). Il suit les cours de l'École de Canonnage et de l'École de Torpillage, embarque ensuite sur le croiseur cuirassé reclassé croiseur de bataille Ibuki et sur le cuirassé pré-Dreadnought Katori. Il rejoint ensuite le District naval de Kure, suit les premiers cours de l'École de Guerre navale, et se perfectionne en suivant les cours avancés de l'École de Canonnage et de l'École de Torpillage. Comme lieutenant de vaisseau (Daii) de 1918 à 1924, il rejoint l'état-major de la 4e Escadre de Destroyers puis embarque comme officier responsable des Transmissions sur le croiseur de bataille Kirishima et achève sa scolarité avec la 21e promotion de l'École de Guerre Navale. Il rejoint alors l'état-major de la 2e Flotte. Comme capitaine de corvette (Shōsa) de 1924 à 1929, il rejoint le District naval de Yokosuka, sert comme aide-de-camp du Prince Nobuhito, sur le cuirassé Fusō, puis rejoint l'État-Major Général de la Marine, voyage en Europe et aux États-Unis en 1928, puis rejoint l'état-major de la 1re Flotte et de la Flotte Combinée. Comme capitaine de frégate (Chūsa) de 1929 à 1933, il est instructeur dans les Écoles de Torpillage, de Canonnage, et des Transmissions de la Marine, sur le navire d'application Kasuga, et dans les installations de l'aéronavale de Yokosuka. Après un bref passage à l'État-Major Général de la Marine et au Ministère de la Marine, il rejoint, d'avril 1933 à octobre 1934, l'état-major de la Force Expéditionnaire de Mandchourie. Capitaine de vaisseau (Daisa), fin 1933, il est nommé, fin 1934, chef de la 8e section du 3e Bureau de l'État-Major Général de la Marine, et reçoit, en décembre 1936, le commandement du croiseur léger Oi, puis est Instructeur-en-chef à l'École des Transmissions de la Marine.
Promu contre-amiral en novembre 1939, il est chef d'état-major du District naval de Maizuru, puis après des fonctions d'état-major, à la 4e Flotte, il reçoit, le 15 novembre 1940, le commandement de la 19e Division de mouilleurs de mines dont le grand mouilleur de mines Okinoshima est devenu le navire amiral, le 19 août 1941.

### Pendant l'offensive japonaise, jusqu'à la bataille de la mer de Corail
Début décembre 1941, la 19e Division a couvert l'occupation des possessions britanniques des îles Gilbert (Tarawa et Makin), puis elle est revenue à Truk. Le 22 et 23 janvier 1942, bénéficiant de la couverture aérienne de grands porte-avions du vice-amiral Nagumo, elle participe à l'occupation des possessions australiennes de Rabaul, en Nouvelle-Bretagne, et Kavieng, en Nouvelle-Irlande. Début mars, elle participe aux attaques sur Lae et Salamaua, en Papouasie-Nouvelle-Guinée, et subit des dommages à la suite d'une attaque de l'aviation embarquée américaine.
Le 28 avril, dans le cadre de l'opération Mo, elle appareille de Truk, pour couvrir un débarquement à Tulagi, sur l'île Florida dans le protectorat britannique des îles Salomon. Le débarquement a lieu le 3 mai, mais la Force d'invasion de Tulagi, aux ordres du contre-amiral Shima, est attaquée le 4 mai au matin par l'aviation embarquée de l'USS Yorktown. Un destroyer, deux dragueurs de mines auxiliaires et un cargo sont coulés, et sont endommagés un destroyer, deux transports et le mouilleur de mines Okinoshima qu'il faut prendre en remorque pour rentrer à Rabaul.
Le 10 mai, l'Okinoshima, réparé, appareille de Rabaul avec trois destroyers pour aller attaquer Nauru, mais le 12, il est attaqué en mer de Bismarck par le sous-marin américain USS S-42, et coulé, tandis que le contre-amiral Shima est recueilli par un destroyer.

### À la tête de la5eFlotte et à la bataille du détroit de Surigao

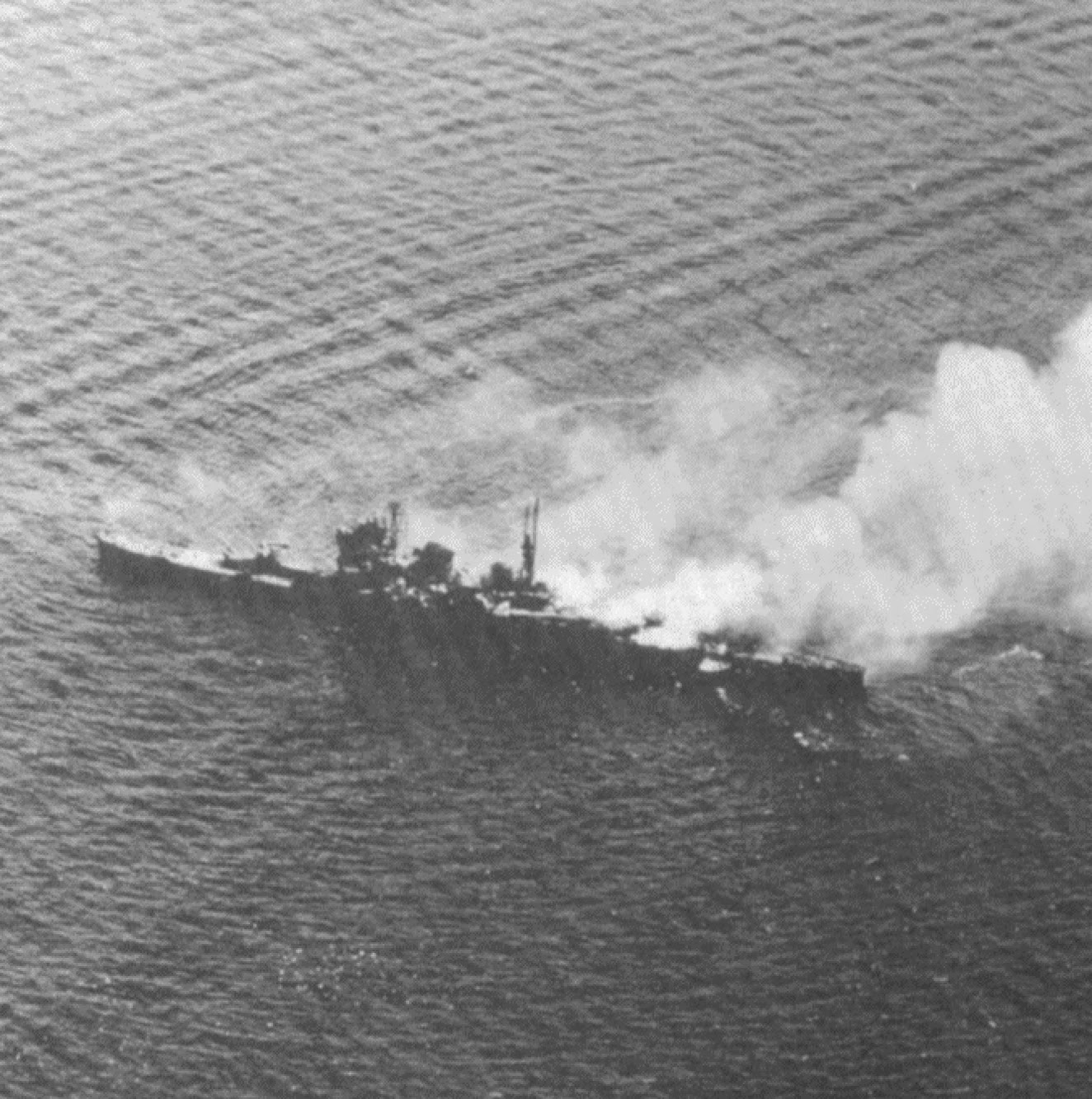
Le Nachi sous les bombes américaines, le 5 novembre 1944

Après la bataille de Midway, le contre-amiral Shima rejoint l'État-Major Général de la Marine puis l'état-major de la Flotte Combinée. Il est en novembre 1942 nommé au commandement de la 16e Division de Croiseurs (les croiseurs légers Kuma et Kinu,). Promu vice-amiral, le 1er mai 1943, il est nommé, le 16 septembre, directeur de l'École des Transmissions de la Marine de Yokosuka, et, le 15 février 1944, Commandant-en-Chef de la 5e Flotte, dont le Q.G. est à Ōminato.
Après la défaite de la bataille des Îles Mariannes,dans le cadre du Plan Sho-Gô, pour la défense des Philippines, il est prévu que la 5e Flotte, aux ordres du vice-amiral Shima, constitue une Force d'Attaque de Diversion no 2, avec deux croiseurs lourds de la classe Myōkō, les Nachi et Ashigara et leur escorte, et la 4e Division de Porte-Avions, c'est-à-dire les cuirassés hybrides de porte-avions de la classe Ise, pour opérer avec les porte-avions de la “Force A” du “Corps Principal” aux ordres du vice-amiral Ozawa. Mais la faiblesse du nombre des pilotes expérimentés de l'aviation embarquée japonaise va conduire à confier à l'aviation basée à terre la couverture aérienne des forces à la mer, et réduire les porte-avions à un rôle de leurre, pour attirer les porte-avions rapides américains, et faciliter l'approche des cuirassés qui auront la charge de l'attaque des forces amphibies américaines. D'ultimes ajustements en résultèrent : les deux cuirassés hybrides, Ise et Hyuga, mais sur lesquels il n'y eut aucun avion embarqué, ont finalement été rattachés à l'escadre du vice-amiral Ozawa.
La Force de Diversion no 2 du vice-amiral Shima, partie de Kure le 14 octobre, a gagné Bako, dans les Îles Pescadores, à l'ouest de Formose. Il reçoit alors l'ordre d'opérer en coordination avec le vice-amiral Kurita, en entrant dans le golfe de Leyte par le détroit de Surigao. Il refait le plein de ses destroyers en baie de Coron, dans les Îles Calamian au nord de Palawan, dans la nuit du 23 octobre, avant de faire route au sud-est, en mer de Sulu, vers le détroit de Surigao Mais pour autant, il ne peut pas se coordonner avec les forces que le vice-amiral Kurita a engagées également dans le détroit de Surigao, aux ordres du vice-amiral Nishimura, les dernières dispositions ayant été fixées après que les deux escadres eurent quitté leurs bases respectives.
Repérée en fin de matinée du 24 octobre, la 5e Flotte a continué son approche sans encombre. Le vice-amiral Shima, qui n'aura aucune liaison avec le vice-amiral Nishimura en raison des consignes de silence radio, mais qui a pu suivre à la radio les attaques subies par le vice-amiral Kurita en mer de Sibuyan décide de forcer l'allure, pour pouvoir prêter main-forte au vice-amiral Nishimura qui n'allait pas pouvoir agir en coordination avec le vice-amiral Kurita. La 5e Flotte a donc débouché, le 25 octobre, vers 3 h du matin, dans le détroit de Surigao. Une attaque des vedettes lance-torpilles américaines a ralenti son croiseur léger, l'Abukuma, mais le vice-amiral Shima continue d'avancer cap au nord à 28 nœuds, guidé par la lumière de la canonnade, avec ses deux croiseurs lourds, Nachi et Ashigara. Les cuirassés du vice-amiral Nishimura ont déjà disparu et il ne trouve sur le champ de bataille, qu'un destroyer japonais endommagé, et le Mogami, ne gouvernant plus, avec lequel le croiseur lourd Nachi entre en collision vers 4 h 30. Ses destroyers ne trouvant, dans la fumée, aucun bâtiment américain, le vice-amiral Shima fait demi-tour à 4 h 45. Les croiseurs américains, qui s'avancent pour achever les navires japonais endommagés, aperçoivent l'escadre japonaise se retirant cap au sud à 25 000 mètres, et seul le croiseur léger Abukuma de l'escadre du vice-amiral Shima, déjà endommagé, est finalement achevé par des bombardiers des US Army Air Forces.
Rentré à Manille, où le Nachi est réparé, le vice-amiral Shima y assiste, le 5 novembre, depuis la terre, à la destruction de son navire amiral, par l'aviation embarquée de la IIIe Flotte
En mai 1945 le vice-amiral Shima a été nommé Commandant-en-Chef du District de garde de Takao et a reçu également le commandement-en-chef de la 1re Armée Aérienne, c'est-à -dire de l'aviation navale basée à terre, principalement des Kamikaze, qui attaquait les forces américaines devant Okinawa, jusqu'à sa dissolution, à la mi-juin.
Formellement versé dans la réserve en avril 1946, Kiyohide Shima décède en 1973.